# Iwajła Bakałowa
Iwajła Bakałowa, bułg. Ивайла Бакалова (ur. 16 lipca 1981 w Warnie) – Miss Morza Czarnego 2000 oraz Miss Bułgarii 2001. Reprezentowała Bułgarię na konkursie Miss Universe 2001 w Portoryko.